# Chãos
Chãos is een plaats (freguesia) in de Portugese gemeente Ferreira do Zêzere en telt 744 inwoners (2001).